# Vụ án tham ô tài sản tại Bộ Tư lệnh Cảnh sát biển

Quân kỳ của Cảnh sát biển Việt Nam

Vụ án tham ô tài sản tại Bộ Tư lệnh Cảnh sát biển là các vụ án trong đó một số tướng lĩnh trong Ban Thường vụ Đảng ủy Cảnh sát biển Việt Nam nhiệm kỳ 2015 - 2021 bị cáo buộc tham ô tài sản, cách chức hết các chức vụ trong Đảng Cộng sản Việt Nam, khai trừ khỏi đảng hay bị khởi tố, tạm giam. Cụ thể, cựu trung tướng, cựu tư lệnh Bộ Tư lệnh Cảnh sát biển Nguyễn Văn Sơn bị cáo buộc cùng nhiều cấp dưới tham ô 50 tỉ đồng từ ngân sách mua vật tư, thiết bị rồi "chia nhau". Một vụ án trong số đó là một trong mười đại án được Tổng Bí thư Nguyễn Phú Trọng (Trưởng Ban chỉ đạo Trung ương phòng chống tham nhũng, tiêu cực) giao nhiệm vụ xét xử trong năm 2022.  Đó là vụ các quan chức cảnh sát biển nhận hối lộ liên quan đường dây buôn lậu hơn 198 triệu lít xăng, một trong những vi phạm nghiêm trọng xảy ra tại Bộ Tư lệnh cảnh sát biển và Bộ đội Biên phòng.

## Loạt lãnh đạo bị cách chức, tạm giam
Ngày 1.10.2021 Ban Bí thư thi hành kỷ luật Ban Thường vụ Đảng ủy Cảnh sát biển Việt Nam nhiệm kỳ 2015 - 2020 và một số cá nhân. Trung tướng Nguyễn Văn Sơn, trung tướng Hoàng Văn Đồng, thiếu tướng Doãn Bảo Quyết, thiếu tướng Bùi Trung Dũng, thiếu tướng Phạm Kim Hậu, thiếu tướng Trần Văn Nam, thiếu tướng Đào Hồng Nghiệp bị cách chức tất cả các chức vụ trong Đảng. 
Thi hành kỷ luậ t Ban Thường vụ Đảng ủy Cảnh sát biển nhiệm kỳ 2015 - 2020 bằng hình thức cảnh cáo. 
Thi hành kỷ luật bằng hình thức khai trừ ra khỏi Đảng đối với thiếu tướng Lê Xuân Thanh và thiếu tướng Lê Văn Minh. 
Đến đêm ngày 18/4 năm 2022, Cơ quan điều tra hình sự Bộ Quốc phòng thông báo khởi tố, bắt tạm giam Trung tướng Nguyễn Văn Sơn (cựu Tư lệnh Cảnh sát biển), trung tướng Hoàng Văn Đồng (cựu Chính ủy). Cùng bị khởi tố, tạm giam có các Thiếu tướng: Doãn Bảo Quyết (cựu Phó Chính ủy), Phạm Kim Hậu (cựu Phó Tư lệnh, Tham mưu trưởng), Bùi Trung Dũng (cựu Phó Tư lệnh), đại tá Nguyễn Văn Hưng (Chủ nhiệm Kỹ thuật và Phó Tư lệnh) và thượng tá Bùi Văn Hòe (Phó Phòng Tài chính). Đây là những cán bộ có hành vi tham ô và suy thoái nghiêm trọng về đạo đức lối sống và phẩm chất chính trị. 

## Đại án buôn lậu 200 triệu lít xăng giả
Ngày 7.7.2022, Viện KSND tỉnh Đồng Nai đã ban hành cáo trạng truy tố Phan Thanh Hữu (Giám đốc Công ty TNHH TM Phan Lê Hoàng Anh), Nguyễn Hữu Tứ, Đào Ngọc Viễn (giám đốc Công ty TNHH Đại Dương Hải Phòng) và 70 đồng phạm về tội buôn lậu khoảng 200 triệu lít xăng trị giá khoảng 2.900 tỉ đồng. Qua đó, từ tháng 9.2019, Hữu vận chuyển lậu xăng từ Singapore về Việt Nam với 4 tàu gồm Nhật Minh 06, 07, 08, 09. Hữu, Viễn cùng 3 người khác đã góp 53,4 tỉ đồng để mua xăng, lợi nhuận thu được thì chia cho Hữu 40%, Viễn và những người còn lại 60%.  Khi hàng về tới vùng biển Việt Nam, Hữu chỉ đạo nhân viên đưa tàu Nhật Minh 07, 08, 09 ra nhận xăng chở về khu vực sông Hậu thuộc địa phận tỉnh Vĩnh Long để giao hàng đưa đi tiêu thụ. Từ tháng 3.2020 đến tháng 2.2021, Hữu cùng các bị can đã vận chuyển 48 chuyến, tổng cộng hơn 204 triệu lít xăng lậu, trị giá khoảng 2.800 tỉ đồng. Trong đó, đã tiêu thụ hơn 196 triệu lít, thu lợi hàng trăm tỉ đồng, riêng Hữu hưởng lợi hơn 105 tỉ đồng. 
Chuyên án triệt phá đường dây làm giả, buôn lậu 200 triệu lít xăng giả được Công an tỉnh Đồng Nai thành lập cuối năm 2020. Trong số những người bị bắt, trong quá trình mở rộng điều tra đường dây sản xuất xăng giả do đại gia Phan Thanh Hữu (64 tuổi, ở TP HCM) và Nguyễn Hữu Tứ (64 tuổi, quê Vĩnh Long) cầm đầu, có bà Mai Thị Dần, 56 tuổi, Giám đốc Công ty Hà Lộc, doanh nghiệp kinh doanh xăng dầu lớn nhất ở Bà Rịa - Vũng Tàu và khu vực phía Nam, bị bắt với cáo buộc liên quan đến đường dây sản xuất 200 triệu lít xăng giả.  Trong số những người khác bị bắt có Lương Đình Tiến, Giám đốc Petrolimex Long An ,  Bùi Ngọc Toàn, chủ doanh nghiệp xăng dầu Phúc Đại An ở Đồng Nai , Lê Thị Anh Thư, Giám đốc Công ty Biên Khoa, quận Gò Vấp, Sài Gòn. 
Ngày 15.7.2022, Tòa án Quân sự Quân khu 7 đã tuyên án sơ thẩm đối với 14 bị cáo trong vụ nhận hối lộ, bảo kê buôn lậu xăng dầu xảy ra tại một số đơn vị cảnh sát biển, biên phòng. Theo HĐXX, đây là vụ án với hành vi buôn lậu của bị cáo Phùng Danh Thoại giữ vai trò chính khi góp 5 tỉ đồng cùng Phan Thanh Hữu (65 tuổi) và một số người khác buôn lậu xăng dầu. HĐXX tuyên phạt cựu đại tá Phùng Danh Thoại, cựu Trưởng phòng Xăng dầu (Cục Hậu cần, Bộ Tư lệnh Cảnh sát biển - CSB), 7 năm tù về tội “buôn lậu”.

### Vụ nhận hối lộ, bảo kê buôn lậu xăng dầu
Cựu đại tá Nguyễn Thế Anh, cựu Phó cục trưởng Cục Phòng, chống ma túy và tội phạm Bộ đội biên phòng (BĐBP), cựu Phó chánh văn phòng Ban Chỉ đạo 389 quốc gia, cựu Chỉ huy trưởng Bộ Chỉ huy BĐBP tỉnh Kiên Giang, lãnh án chung thân về tội “nhận hối lộ”, 6,2 tỉ đồng và 560.000 USD, và 2 năm tù về tội “tổ chức cho người khác trốn đi nước ngoài trái phép”; bị cáo Cao Phước Hoài (nhân viên cây xăng Lũy Bán Bích, Q.Tân Phú, TP.HCM) bị tuyên 6 tháng 21 ngày tù về tội “không tố giác tội phạm”.
Cùng về tội “nhận hối lộ”, HĐXX tuyên phạt cựu thiếu tướng Lê Văn Minh (nhận 6,9 tỉ đồng), cựu Tư lệnh Vùng CSB 4, mức án 15 năm tù; cựu thiếu tướng Lê Xuân Thanh (nhận 1,8 tỉ đồng), cựu Tư lệnh Vùng CSB 3, mức án 12 năm tù. 9 bị cáo còn lại nhận mức án từ 2 năm 6 tháng tù cho hưởng án treo đến 16 năm tù. 

### Tại hại của xăng giả
Các chuyên gia cho rằng, xăng giả làm hư hại động cơ xe, máy móc; là nguyên nhân dẫn tới các vụ cháy nổ, ô nhiễm môi trường. 

## Vụ án tham ô 50 tỷ
Theo báo chí đăng ngày 2-2-2023, Viện Kiểm sát quân sự trung ương đã truy tố Nguyễn Văn Sơn - cựu trung tướng, cựu tư lệnh cảnh sát biển - về tội tham ô tài sản. Sáu người khác bị truy tố cùng tội danh trên gồm: Hoàng Văn Đồng (63 tuổi, cựu trung tướng, cựu chính ủy), Doãn Bảo Quyết (61 tuổi, cựu thiếu tướng, cựu phó chính ủy), Phạm Kim Hậu (59 tuổi, cựu thiếu tướng, cựu phó tư lệnh, cựu tham mưu trưởng), Bùi Trung Dũng (63 tuổi, cựu thiếu tướng, cựu phó tư lệnh), Nguyễn Văn Hưng (57 tuổi, cựu đại tá, cựu cục trưởng kỹ thuật) và Bùi Văn Hòe (54 tuổi, cựu thượng tá, cựu phó phòng tài chính). Nguyễn Văn Sơn bị cáo buộc cùng nhiều cấp dưới tham ô 50 tỉ đồng từ ngân sách mua vật tư, thiết bị rồi "chia nhau".
Ngày 29/6/2023, Cựu trung tướng Nguyễn Văn Sơn bị kết tội chủ mưu vụ tham ô 50 tỷ đồng tại Bộ tư lệnh cảnh sát biển, lãnh 16 năm tù. Cùng tội Tham ô tài sản, ông Hoàng Văn Đồng, cựu trung tướng, cựu chính ủy bị phạt 15 năm 6 tháng; Doãn Bảo Quyết, cựu thiếu tướng, cựu phó chính ủy 15 năm; Phạm Kim Hậu, cựu thiếu tướng, cựu phó tư lệnh, cựu tham mưu trưởng 15 năm; Bùi Trung Dũng, cựu thiếu tướng, cựu phó tư lệnh 15 năm; Nguyễn Văn Hưng, cựu đại tá, Cục trưởng Kỹ thuật 10 năm và ông Bùi Văn Hòe, cựu thượng tá, cựu phó phòng Tài chính 12 năm.